# Dichagyris tyrannus
Dichagyris tyrannus is een vlinder uit de familie uilen (Noctuidae). De wetenschappelijke naam is voor het eerst geldig gepubliceerd in 1912 door A. Bang-Haas.
De soort komt voor in Europa.